# Cycnoderus maestulus
Cycnoderus maestulus är en skalbaggsart som först beskrevs av Francis Polkinghorne Pascoe 1866.  Cycnoderus maestulus ingår i släktet Cycnoderus och familjen långhorningar.
Artens utbredningsområde är Venezuela. Inga underarter finns listade i Catalogue of Life.